# Приходько, Филипп Иосифович
Филипп Иосифович Приходько (1877—?) — слесарь, депутат Государственной думы II созыва от Черниговской губернии.

## Биография
Национальность определял как «малоросс», то есть украинец. Мещанин города Конотопа. Окончил городское училище. Рабочий, слесарь железнодорожных мастерских, годовой заработок составлял 400 рублей. Состоял в Российской социал-демократической партии.
6 февраля 1907 избран во Государственную думу II созыва от съезда уполномоченных от рабочих. Вошёл в состав Социал-демократической фракции, примыкал к её меньшевистскому крылу. Активного участия в работе Думы не принимал.

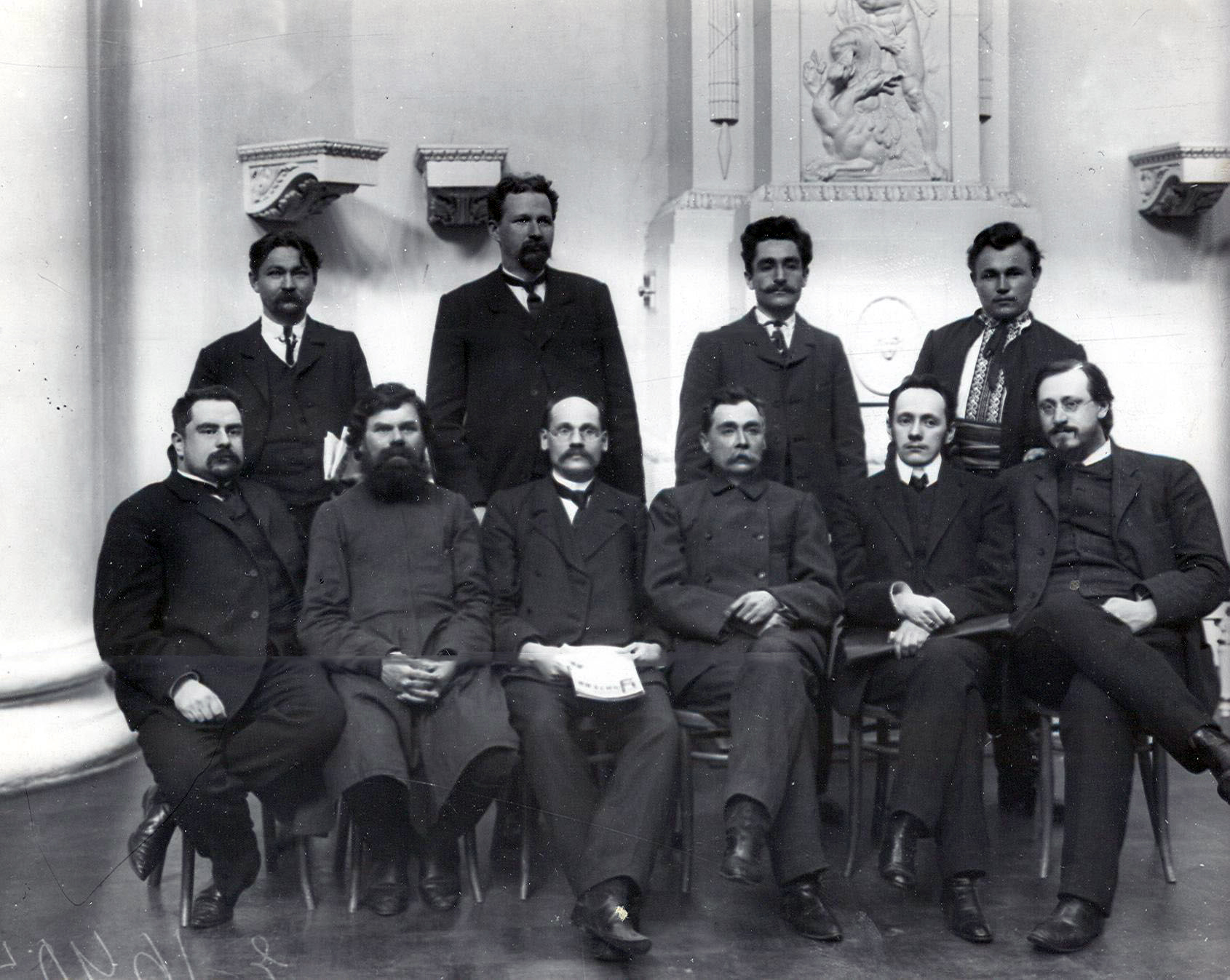
Члены Государственной Думы II созыва от Черниговской губернии. Стоят: Н. В. Дементьев, Н. К. Рубисов, Ф. И. Приходько, В. И. Хвост; сидят: П. П. Юренев, Т. С. Веремеенко, А. Г. Лосик, П. А. Трофименко, М. А. Искрицкий, В. В. Волк-Карачевский

5 мая 1907 года присутствовал в квартире депутата И. П. Озола во время полицейского рейда на неё. В нарушение закона о депутатской неприкосновенности был обыскан.  1 декабря 1907 года по результатам суда по делу о социал-демократической фракции 2-й Государственной Думы сослан на поселение. 
Детали дальнейшей судьбы и дата смерти неизвестны.

### Архивы
- Российский государственный исторический архив. Фонд 1278. Опись 1 (2-й созыв). Дело 349.